# Woodmohr
Die Town of Woodmohr ist eine von 23 Towns im Chippewa County im US-amerikanischen Bundesstaat Wisconsin. Im Jahr 2010 hatte Town of Woodmohr 932 Einwohner.
Town hat in Wisconsin eine grundlegend andere Bedeutung, als im übrigen englischsprachigen Bereich. Vielmehr entspricht sie den in den anderen US-Bundesstaaten üblichen Townships, die nach dem County die nächstkleinere Verwaltungseinheit bilden.

## Geografie
Die Town of Woodmohr liegt im Westen Wisconsins und wird vom Duncan Creek durchflossen, einem rechten Nebenfluss des Chippewa River. Dessen Mündung in den die Grenze zu Minnesota bildenden Mississippi befindet sich rund 120 km südwestlich.
Die Koordinaten der geografischen Mitte der Town of Woodmohr sind 45°04′38″ nördlicher Breite und 91°28′27″ westlicher Länge. Sie erstreckt sich über eine Fläche von 91,6 km². 
Am Nordostrand der Town of Woodmohr liegt die selbstständige Gemeinde Bloomer, die nahezu vollständig von der Town umgeben ist, ohne dieser anzugehören.
Die Town of Woodmohr liegt im westlichen Zentrum des Chippewa County und grenzt an folgende Nachbartowns:
| Town of Auburn       | Town of Bloomer City of Bloomer             |                     |
| Town of Cooks Valley | Kompassrose, die auf Nachbargemeinden zeigt | Town of Eagle Point |
| Town of Howard       | Town of Tilden                              |                     |

## Verkehr
Der vierspurig ausgebaute U.S. Highway 53 verläuft von Nord nach Süd durch das Gebiet der Town of Woodmohr. Im Norden wird die Town vom Wisconsin State Highway 64 und im Nordosten vom Wisconsin State Highway 124 begrenzt. Daneben verlaufen noch die County Roads C, F, Q und SS durch die Town. Alle weiteren Straßen sind untergeordnete Landstraßen oder teils unbefestigte Fahrwege.
Von Nordwest nach Südost verläuft für den Frachtverkehr eine Eisenbahnstrecke der Union Pacific Railroad durch die Town of Woodmohr.
Der nächste Flughafen ist der Chippewa Valley Regional Airport in Eau Claire (rund 30 km südlich).

## Bevölkerung
Nach der Volkszählung im Jahr 2010 lebten in der Town of Woodmohr 932 Menschen in 342 Haushalten. Die Bevölkerungsdichte betrug 10,2 Einwohner pro Quadratkilometer. In den 342 Haushalten lebten statistisch je 2,73 Personen. 
Ethnisch betrachtet setzte sich die Bevölkerung zusammen aus 98,8 Prozent Weißen, 0,1 Prozent Afroamerikanern, 0,3 Prozent Asiaten sowie 0,6 Prozent aus anderen ethnischen Gruppen; 0,1 Prozent stammten von zwei oder mehr Ethnien ab. Unabhängig von der ethnischen Zugehörigkeit waren 0,9 Prozent der Bevölkerung spanischer oder lateinamerikanischer Abstammung. 
25,9 Prozent der Bevölkerung waren unter 18 Jahre alt, 62,4 Prozent waren zwischen 18 und 64 und 11,7 Prozent waren 65 Jahre oder älter. 47,9 Prozent der Bevölkerung war weiblich.
Das mittlere jährliche Einkommen eines Haushalts lag bei 62.368 USD. Das Pro-Kopf-Einkommen betrug 26.389 USD. 10,6 Prozent der Einwohner lebten unterhalb der Armutsgrenze.

## Ortschaften in der Town of Woodmohr
Auf dem Gebiet der Town of Woodmohr existieren neben Streubesiedlung keine weiteren Siedlungen.